# Diplostix kovariki
Diplostix kovariki är en skalbaggsart som beskrevs av Vienna 2007. Diplostix kovariki ingår i släktet Diplostix och familjen stumpbaggar. Inga underarter finns listade i Catalogue of Life.